# 作返仮乗降場

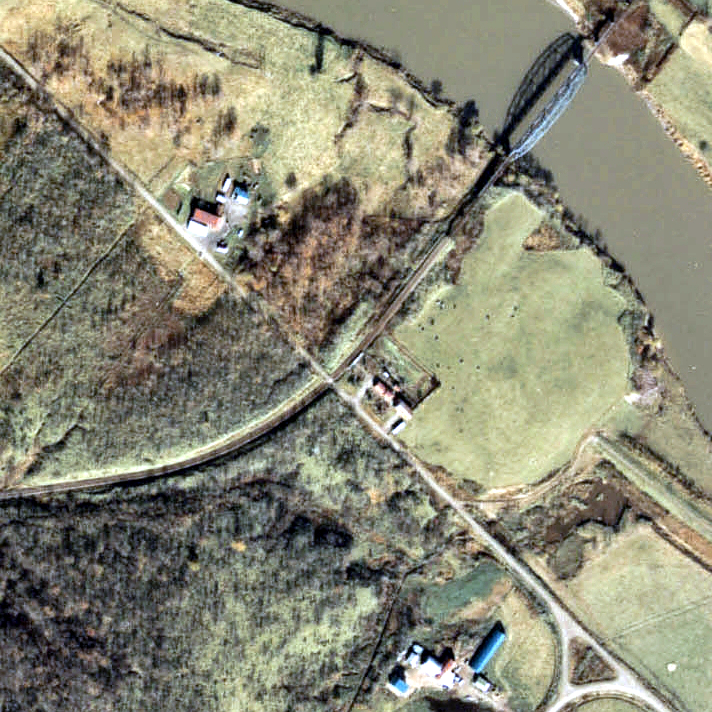
1977年の作返仮乗降場と周囲約500m範囲。右上が幌延方面。天塩川に掛かるトラス構造の橋梁が川面に影を落としている。ホームへは民家の敷地内の道を通り抜ける。ホーム手前に待合室の姿が見える。

作返仮乗降場（さくかえしかりじょうこうじょう）は、北海道（留萌支庁）天塩郡天塩町字作返にかつて設置されていた、日本国有鉄道（国鉄）羽幌線の仮乗降場（廃駅）である。羽幌線の廃線に伴い、1987年（昭和62年）3月30日に廃駅となった。

## 歴史
- 1955年（昭和30年）12月2日 - 日本国有鉄道（国鉄）天塩線の振老駅 - 幌延駅間に、作返仮乗降場（局設定）として新設開業[1]。
- 1958年（昭和33年）10月18日 - 天塩線を羽幌線に編入して羽幌線が全通、それに伴い同線の仮乗降場となる。
- 1987年（昭和62年）3月30日 - 羽幌線の全線廃止に伴い、廃止となる[1]。

### 仮乗降場名の由来
所在地名より。地名はアイヌ語の「サㇰカイウㇱ（sak-ka-i-us）」（夏になると・表面に・それ[水]が・多くなる[=夏になると湖水が増水する]）に由来する。

## 駅構造
廃止時点で、1面1線の単式ホームを有する地上駅であった。ホームは、線路の南東側（幌延方面に向かって右手側）に存在した。また、転轍機を持たない棒線駅となっていた。
廃止時まで仮乗降場であり、無人駅であったが、簡易委託により乗車券を発売していた時期があった。ホームは、留萌方にスロープを有し駅施設外に連絡していた。

## 駅周辺
天塩川橋梁の南に位置した。
また、天塩川橋梁があった場所には天塩大橋が架かる。
- 国道232号（天売国道/日本海オロロンライン）
- 国道40号（天塩国道）
- 天塩川

## 駅跡
2010年（平成22年）時点で、痕跡は何も残されていない。

## 隣の駅
日本国有鉄道
羽幌線
振老駅 - 作返仮乗降場 - 幌延駅